# 第54师团
第54师团（Dai-gojūyon Shidan）是日本帝国陆军的一个步兵师团。它的代号是兵兵团（Hei Heidan）。该师团于1940年7月10日在姬路成立。师团的核心是第十师团的师部。该师团的兵员是从的兵库县，冈山县和鸟取县招募的。组建之后，该师最初被分配到中部军。
1943年2月，该师被分配到第16军。师团的大部分已经于1943年4月23日抵达上海，1943年7月19日再次启程前往西贡并于7月30日抵达。  第154步兵团和信号连于1943年5月12日从广岛的宇品码头出发，并于1943年6月9日抵达新加坡。  1944年1月，第54师团被划归给第28军，前往缅甸作战。
1944年2月的第二次若开战役期间，第54师团奉命驻守若开地区。 1944年12月起，接连遭到打击的第54师团损失惨重，1945年4月全面撤退到伊洛瓦底江。 1945年7月至8月的西塘湾战役中，该师团由于来自敌人的炮火、空袭、霍乱和痢疾，兵力损失超过50%。1945年8月15日日本投降时，第54师团位于实当河东岸。